# Николај Дмитријевич Дабич
Николај Дмитријевич Дабич (рус. Николай Дмитриевич Дабич) био је руски вицеадмирал, високо остварен командант царске руске морнарице, више пута одликован за храброст у руско-јапанском рату. Био је српског порекла.

## Морнаричка каријера
Породица Дабић је имала неколико официра у руској војсци, међу којима је најистакнутији вицеадмирал Николај Дмитријевич Дабић. Николајев прадеда био је водник Захарије Дабић, који се у фебруару 1754. помиње да је живео у новооснованој руској губернији Славеносрбији, под командантима Рајком Депрерадовићем и Јованом Шевичем. Вицеадмирал Николај Димитријевич Дабич је рођен у Херсону 23. априла 1857. Његов брат је био Александар Димитријевич Дабич (1855 - 1880), који је био морнарички поручник. 
Дабич је са 12 година ступио у руску царску ратну морнарицу. Школовао се на престижној Поморској академији Н. Г. Кузњецова у Санкт Петербургу, а 1877. је унапређен у мичмена. Старији поручник постао је 17. јануара 1882. У јануару 1891. командовао је Зорком. Унапређен је у капетана 2. класе 28. марта 1893. Командовао је руским монитором „Адмирал Спиридов”, од 6. децембра 1895. и надаље, крстарицама „Африка”, од 6. децембра 1898. и даље, крстарицом „Јарослав” 2 (бивша „Европа”), од 13. септембра 1900. и даље, и крстарицом „Громобоја”, од 1902. до 1906. на Далеком истоку. Унапређен је у капетана 1. класе 17. априла 1901. године. Учествовао је у Руско-јапанском рату као командант оклопне руске крстарице Громобој (Громовник). У борби са Јапанцима 1. августа 1904. тешко је рањен и добио је награду за храброст. Због храбрости коју су сви на броду исказали у борби, највећа похвала од свих припадала је капетану крстарице Громобој, Дабићу  што је дао пример док је рањен под жестоким гранатирањем надмоћних јапанских снага,  поново је одликован медаљом за храброст. Дабић је унапређен у чин контраадмирала 5. марта 1907. У чин вицеадмирала унапређен је следеће године (20. октобра 1908.). На лични захтев стављен је на списак за пензију, због рана задобијених у руско-јапанском рату.
Умро је 1908. године.

## Белешке
1. ↑  енгл.

- Преведено и адаптирано са Дабичеве биографије на руском сајту[7]
- Фотографија Николаја Дмитријевича Дабича [8]